# Chinese Exclusion Repeal Act
Chinese Exclusion Repeal Act (også kendt som Magnuson Act eller Immigration Act of 1943) var en amerikansk immigrationslov, vedtaget  17. december 1943. Den skulle ophæve Chinese Exclusion Act, der var blevet vedtaget i 6. maj 1882, så der blev åbnet for, at kinesere kunne få amerikansk statsborgerskab. Der blev dog ikke åbnet helt for kinesisk indvandring. Loven tillod således kun udstedelse af 105 visa til kinesere om året. Der indvandrede dog ikke flere kinesere årligt til USA, før man vedtog Immigration and Nationality Act i 1965. For første gang siden vedtagelsen af Naturalization Act  i 1790 blev der åbnet for, at kinesere kunne få amerikansk statsborgerskab.

## Baggrund
Ophævelsen af Chinese Exclusion Act skulle hjælpe på USA's forhold til Kina, som de var blevet allieret med under 2. verdenskrig. Det faktum hjalp loven igennem. Den japanske propaganda havde kommenteret, at USA behandlede kinesere som andenrangsborgere. Desuden gav Hitlers nazistiske ideologi under 2. verdenskrig USA nogle overvejelser i forhold til, hvordan man i et demokrati og i den frie verden, behandler folk efter race. USA måtte således gennemse sin lovgivning for racistiske og diskriminerende elementer.
Krigsministeriet arbejdede derfor på at få Chinese Exclusion Act ophævet og blev støttet af den demokratiske politiker og senere senator Warren G. Magnuson, der tidligere selv havde deltaget i krigen som en del af US Navy.